# Idotea orientalis
Idotea orientalis är en kräftdjursart som beskrevs av Gurjanova 1933. Idotea orientalis ingår i släktet Idotea och familjen tånglöss. Inga underarter finns listade i Catalogue of Life.